# Тайваньско-чадские отношения
Тайваньско-чадские отношения — двусторонние дипломатические отношения между Чадом и Тайванем.

## История
Чад и Китайская республика впервые установили двусторонние отношения в 1962 году, прежде чем Чад решил разорвать с ней отношения и вместо этого установить отношения с Китайской народной республикой в 1972 году. В 1990-х годах Китайская республика увеличила объём иностранной помощи, направляемой в Чад, двусторонние отношения были восстановлены в 1997 году. В 2000 году президент  Китайской республики Чэнь Шуйбянь стал первым главой государства, не являющимся африканцем, который посетил Чад. В июле 2006 года министр иностранных дел Китайской республики Джеймс Чи-Фан Хуан посетил город Нджамену, где встретился с лидерами Чада для улучшения отношений между двумя странами. 6 августа 2006 года Чад во второй раз разорвал дипломатические отношения с Китайской республикой
. В 2007 году Китайская республика подала заявку на вступление в ООН уже под названием «Тайвань», а не «Китайская Республика» как раньше.

## Экономика
Китайская Республика Тайвань помогла Чаду развивать свою инфраструктуру и предложила расширить нефтяную промышленность в стране. В январе 2006 года Тайваньская нефтяная компания подписала соглашение с правительством Чада о правах на разведку нефти и газа в стране, но 6 августа того же года страны разорвали дипломатические отношения.

## Примечание
1. ↑  República de China reanuda relaciones con Chad. Taiwan Info (исп.). 26 августа 1997. Архивировано 27 октября 2016. Дата обращения: 27 октября 2016.
2. ↑  Lin, Chieh-yu (25 августа 2000). Chen receives enthusiastic welcome in Chad. Taipei Times. Архивировано 27 октября 2016. Дата обращения: 27 октября 2016.
3. ↑  Enav, Peter. Taiwan Breaks Relations With Chad. Washington Post (5 августа 2006). Дата обращения: 21 октября 2016. Архивировано 21 октября 2016 года.
4. ↑  Taiwan Loses Chad to China. Petroleum Africa (7 августа 2006). Дата обращения: 21 октября 2016. Архивировано 21 октября 2016 года.